# Gmina Kistanje
Gmina Kistanje (chorw. Općina Kistanje) – gmina w Chorwacji, w żupanii szybenicko-knińskiej.

## Położenie
Znajduje się w północnej części Dalmacji.

## Demografia
Większość mieszkańców to Serbowie. Populacja: 3537 mieszkańców (2011).
| Liczba ludności | Liczba ludności | Liczba ludności | Liczba ludności | Liczba ludności | Liczba ludności | Liczba ludności | Liczba ludności | Liczba ludności | Liczba ludności | Liczba ludności | Liczba ludności | Liczba ludności | Liczba ludności | Liczba ludności | Liczba ludności |
| --------------- | --------------- | --------------- | --------------- | --------------- | --------------- | --------------- | --------------- | --------------- | --------------- | --------------- | --------------- | --------------- | --------------- | --------------- | --------------- |
| Rok:            | 1857            | 1869            | 1880            | 1890            | 1900            | 1910            | 1921            | 1931            | 1948            | 1953            | 1961            | 1971            | 1981            | 1991            | 2001            |
| Stan ludności:  | 1333            | 1390            | 1466            | 1626            | 1876            | 2078            | 1965            | 2353            | 2247            | 2307            | 2246            | 2175            | 1976            | 2021            | 1752            |

## Miejscowości w gminie
| - Biovičino Selo - Đevrske - Gošić - Ivoševci - Kakanj - Kistanje - Kolašac | - Krnjeuve - Modrino Selo - Nunić - Parčić - Smrdelje - Varivode - Zečevo |